# Межгалактическое пространство
Межгалактическое пространство — часть космоса, расположенная между галактиками. В межгалактическом пространстве практически нет материи, и по своему составу оно очень близко к абсолютному вакууму.
Межгалактическое пространство заполнено крайне разреженным ионизированным газом (межгалактический газ) со средней концентрацией частиц менее 1 атома водорода на 1 дм³.
Температура межгалактического газа составляет порядка десяти миллионов градусов. Нагревание обуславливается такими факторами, как звёздный ветер, электромагнитное излучение чёрных дыр, вызванное аккрецией вещества на их поверхность и разлетающиеся оболочки сверхновых звёзд, которые можно условно назвать галактическим ветром. Также, есть предположение, что нагревание происходит из-за мощных потоков энергии, испускаемых сверхмассивными чёрными дырами.
В межгалактическом пространстве имеется межгалактическая пыль.